# Ürgemajori-csatorna
Az Ürgemajori-csatorna a Kisalföldön ered, Komárom-Esztergom vármegyében, mintegy 190 méteres tengerszint feletti magasságban. A patak forrásától kezdve keleti irányban halad, majd Tárkánynál eléri a Concó-patakot.
Az Ürgemajori-csatorna vízgazdálkodási szempontból a Bakonyér és Concó Vízgyűjtő-tervezési alegység működési területét képezi.

## Part menti települések
- Ászár
- Tárkány (település)